# 賀川玄悦

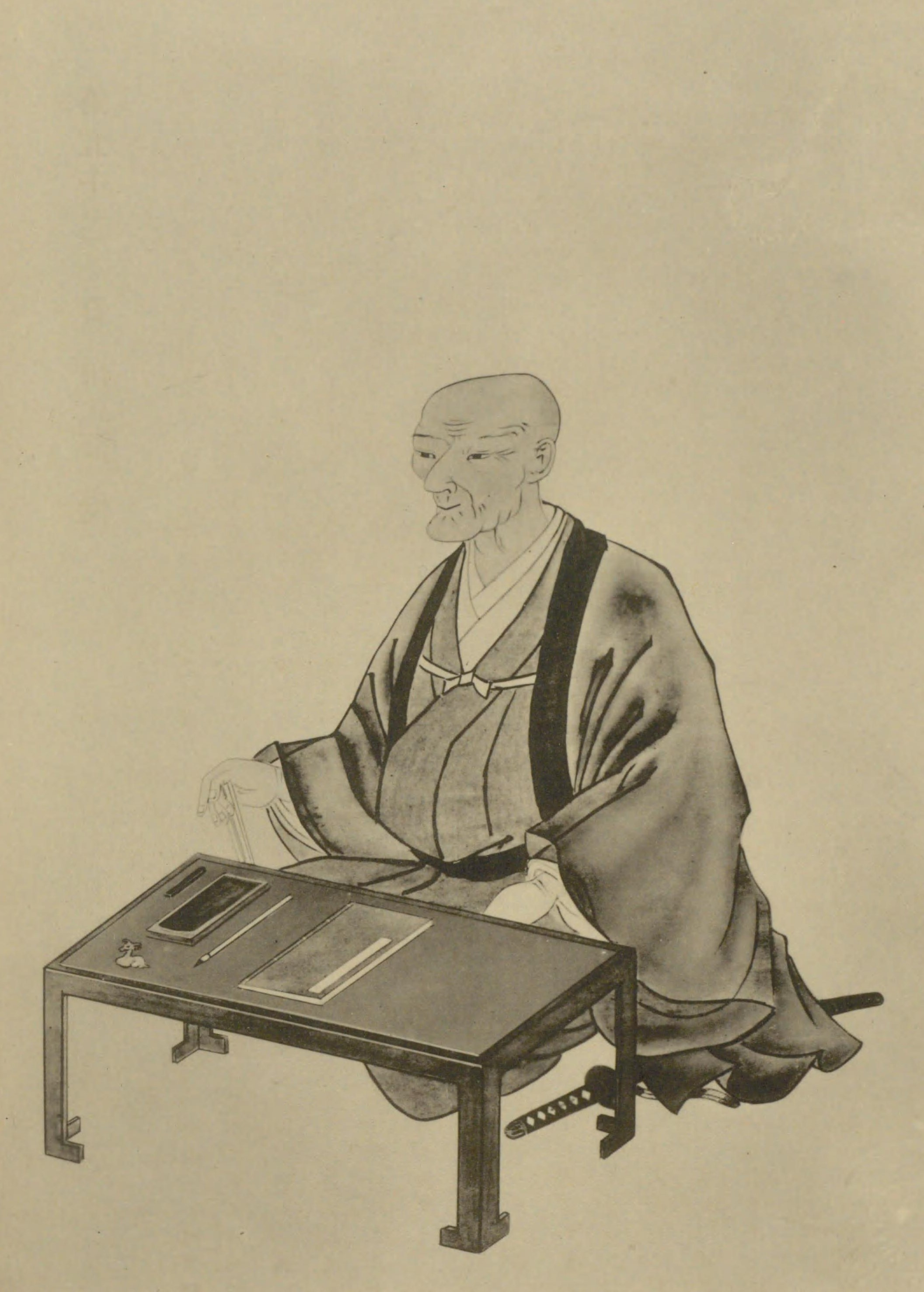
藤浪剛一『医家先哲肖像集』より賀川玄悦

賀川 玄悦（かがわ げんえつ、元禄13年（1700年） - 安永6年9月14日（1777年10月14日））は、江戸時代の医師。名は光森で、字は子玄。賀川玄迪の義理の父。産科医として多くの臨床体験を積む中で、母子を共に守る目的で出産用の鉗子を発明するなど産科医療の発展に尽くした。胎児の正常胎位（胎児が母体中で頭を下にしていること）を世界に先がけて発見したことでも知られる。

## 生涯
元禄13年（1700年）、近江国彦根生まれ。本姓は三浦光森、字は子玄と称した。父は長冨三浦軍助といい、槍術の達人として彦根藩に仕えた。玄悦は庶子だったため家督をつぐことができず、7歳で家を出、母の実家に養われて賀川姓を名のった。母の実家は農家であったが、彼は農業には従事せず、鍼灸・按摩を学んだ。さらに医術を学ぶため京都に行き、古鉄銅器商・鍼灸で生活をたてながら古医方を学んだ。そして医師として多くの出産に立ち会う中で多数の産科施術を考案し、明和5年（1768年）には徳島藩医に取り立てられた。
大正8年（1919年）、従五位を追贈された。

## 産科医として
玄悦はほぼ独学で産科術を学び取った。さらに臨床の体験を生かして出産時の回生術やさまざまな施術を考案したが、最大の功績は正常胎位の発見にある。古来、胎児は子宮内では頭を上に臀部を下にして位置しているとされてきた。そして陣痛が始まると一回転して頭部を下に生まれてくると考えられていた。しかし、賀川玄悦は長年の臨床体験から「上臀下首」、すなわち妊娠中期から胎児の頭が下になっていると考えた。これはスコットランド出身の産科医ウイリアム・スメリー（w:William Smellie1697年～1763年）の発表（1754年）とほぼ同時期であった。玄悦は自身の産科医療の体験から生命の尊さを訴え、門下生に対してできる限り堕胎を行わないよう指導した。また、産科器具の考案にも注力し、鉄製の産科鉗子を作り出した。これは現代の産婦人科医の手術道具の先鞭となるものである。玄悦の医術を継承した者は、幕末までに2,000人余を数えるが、特に有名なものとして徳川家斉の嫡子を取り上げた片倉鶴陵や富山藩の藩医をつとめた橘玄格などがいる。門下生たちは全国に賀川流産科術を伝え、江戸期以降の日本の産科医療の土台を築いた。著書に『産論』全四巻（1765年（明和2年））、『子玄子産論』、『産科図説』などがある。
彦根市には彼の名前を冠した賀川玄悦記念彦根美術館がある。

## 先祖
先祖は戦国時代の大名溝江長氏であるとされる。一方『地下家伝』では賀川氏は元は今川氏に仕えた三浦氏であり、のちに井伊直政に仕えたことで彦根藩士となったとされ、玄悦は上洛して賀川氏を称したという。

## 子孫
- 玄悦の子・玄吾、金吾は故あって別家したので、出羽国横堀（現、秋田県雄勝町）の医師、岡本玄適の長男・義迪（字は子啓。医名は玄迪）に娘さよを与え、養子としたが、養父・玄悦が死んだ直後の1779年10月8日に41歳で亡くなったため、玄迪の甥である玄啓（玄昌）が玄迪の娘を娶り、後を継いだ。
- 玄啓と玄迪の娘は従兄弟同士だったという。岡本家は何代か前にも近親結婚で身体が弱く、短命だったとされ、賀川家、岡本家の血筋は途絶えた。